# Bassariscus sumichrasti
Il bassarisco del Centroamerica (Bassariscus sumichrasti Saussure, 1860) è un mammifero della famiglia dei Procionidi. Nelle zone in cui abita è noto come Cacomistle, nome derivante dal nahuatl tlahcomiztli, che significa «semi-gatto» o «semi-puma».

## Descrizione
Il bassarisco del Centroamerica è un po' più grande del suo cugino del Nordamerica (B. astutus): il suo corpo misura 38–50 cm e la coda 39–53 cm; pesa 0,9 kg. Come quest'ultimo, però, ha lunghe zampe, corpo agile e una flessuosa coda a pennello ad anelli colorati, muso volpino e orecchie più grandi degli altri Procionidi, che però, a differenza di quelle di B. astutus, arrotondate, sono affusolate; inoltre, è dotato di artigli non retrattili. Il mantello è grigio o marrone e presenta delle macchie bianche sul muso.

## Sistematica
Il bassarisco del Centroamerica viene suddiviso in 5 sottospecie:
- B. sumichrasti sumichrasti Saussure, 1860;
- B. sumichrasti latrans Davis e Lukens, 1958;
- B. sumichrasti notinus Thomas, 1903;
- B. sumichrasti oaxacensis Goodwin, 1956;
- B. sumichrasti variabilis Peters, 1874.

## Distribuzione
Il bassarisco del Centroamerica vive nelle foreste secche dal Messico meridionale fino alle regioni occidentali del Panama; negli Stati messicani di Guerrero, Veracruz e Oaxaca il suo areale si sovrappone a quello del bassarisco del Nordamerica. A differenza di quest'ultimo, B. sumichrasti passa sugli alberi molto più tempo.

## Biologia
Il bassarisco del Centroamerica, animale notturno e sfuggente, di solito cerca di non mettersi in vista, e pertanto è poco conosciuto anche dagli abitanti locali. Dorme di giorno in una tana tra le rocce, in cavità degli alberi o alla base di alberi tra le radici di appoggio. Si sposta agilmente tra gli alberi ed usa la coda per bilanciarsi, e l'arrotola anche sulla schiena come uno scoiattolo. Lo fa specialmente quando è spaventato, emettendo contemporaneamente uno squittio simile a quello dello scoiattolo.

## Alimentazione
Il bassarisco del Centroamerica si nutre di piccoli roditori ed uccellini, lucertole, insetti e frutti.

## Riproduzione
Non è noto il periodo di gestazione. Le nascite avvengono in nidi rivestiti di muschio, in marzo o aprile. I 3 o 4 figli di una figliata, pesano circa 33 g ciascuno. Nascono ciechi, con le orecchie chiuse ed il corpo ricoperto di pelame ondulato. Possono ingerire cibo solido a 3 settimane. A 4 settimane aprono gli occhi. Vengono portati a predare a 2 mesi e sono svezzati a 4 mesi. Il bassarisco del Centroamerica può vivere 23 anni in cattività.